# Лана (порноактриса)
Лана (англ. Lana) — порноактриса, лауреат премии XRCO Awards.

## Биография
Дебютировала в порноиндустрии в 1994 году.
Снималась для таких студий, как Factory Home Video, Leisure Time Entertainment, Odyssey, Snatch Productions, Starbright Productions.
В 1994 году получила премию XRCO Award в номинации «лучшая парная сцена» за Seymore and Shane on the Loose совместно с T. T. Boy.
Ушла из индустрии в 1996 году, снявшись в 15 фильмах.

## Награды и номинации
| Год  | Награда    | Категория           | Работа                         | Результат |
| ---- | ---------- | ------------------- | ------------------------------ | --------- |
| 1994 | XRCO Award | Лучшая парная сцена | Seymore and Shane on the Loose | Победа    |

## Избранная фильмография
- Seymore and Shane on the Loose[4] (1994)